# TeamIndus
TeamIndus (diventata come impresa: Axiom Research Labs) è un'impresa aerospaziale privata con sede a Bangalore in India
È composta da un gruppo di professionisti che nel 2010 aveva come obiettivo di vincere la competizione Google Lunar X Prize 
Sebbene la gara sia finita nel 2018 senza un vincitore, il TeamIndus è ancora al lavoro per sviluppare e lanciare una missione lunare con rover per il 2019.
Il nome in codice del lander di TeamIndus' è HHK1, mentre il rover si chiama ECA, abbreviazone per Ek Choti Si Asha (Una piccola speranza)..